# أسبوع الطيران وتقنية الفضاء
أسبوع الطيران وتقنية الفضاء (أو أسبوع الملاحة) هي مجلة أسبوعية أمريكية متاحة في شكل مطبوع أو على شبكة الإنترنت. تهتم بما هو جديد في عالم صناعة الطائرات والفضاء. ذات سيط واسع بين المجتمع العسكري الأمريكي والشركات الصناعية العسكرية.
توفر المجلة تغطية شاملة لرجال الأعمال عن طريق الأخبار والبيانات والمؤتمرات عن عالم الفضاء وتكنولوجيا الصناعات الدفاعية.
المجلة مملوكة لصاحبها ماك جرو هيل (McGraw-Hill).

## ملحقات أخرى
تأتى مع المجلة ملحقات أخرى وهي :
- مجلة الإصلاح والصيانة.
- مجلة الأعمال التجارية والطيران التجارى.
- دى تى أي (DTI) - مجلة تكنولوجيا الدفاع العالمي.
- قاعدة بيانات العالم الفضائية، والتي كانت تعرف سابقا باسم "دليل الطيران العالمى".

## وصلات خارجية
- الموقع الرسمى للمجلة.